# البحر البلياري
البحر البالياري هو كتلة من المياه في البحر الأبيض المتوسط يحيط جزر الباليار. في المنطقة التي تتكلم اللهجة الكاتالانية يعرف باسم مار كاتلانوباليار (Mar Catalanobalear) بسبب وجود منطقة هامة ضمن هذا البحر يعرف باسم البحر الكاتالاني بين شبه الجزيرة الأيبيرية والجزر الباليارية. يوجد لغط في تسمية البحر، بين الاسمين (البحر البالياري والبحر الكاتالاني)، فالبحر الكاتالاني هو جزء من البحر البالياري ولا يوجد حتى الآن حدود واضحة للبحر البالياري.
نهر الإبرو يصب في هذا البحر.